# Francesco II Ventimiglia
Francesco Ventimiglia de Esculo, conte di Geraci (... – Cefalù, 1386), è stato un nobile, politico e militare italiano del XIV secolo.

## Biografia
Figlio secondogenito di Francesco, XV conte di Geraci e della di lui concubina Margherita de Esculo - successivamente regolarmente sposata con dispensa pontificia -. Francesco II è investito da re Federico III d'Aragona nel maggio 1337, nella masseria fortificata di Resuttano ospite dei Ventimiglia, della contea di Collesano e della signoria di Caronia. Francesco è detto Franceschello, nel 1338, quando il padre fu ucciso nell'assedio di Geraci delle truppe del re Pietro II di Sicilia, e fatto prigioniero..  Liberato nel 1348, pur facendo parte della nobiltà latina, aderì alla Fazione dei Catalani capeggiata da Blasco Alagona, conte di Mistretta, opposta a quella dei Latini rappresentata dai Chiaromonte e dai Palizzi, a cui i Ventimiglia erano ostili.
Nel 1350, assieme a Matteo Sclafani, conte di Adernò, devastò e saccheggiò con le sue milizie diverse località di campagna del Palermitano, e in risposta a ciò, Manfredi Chiaromonte, conte di Modica e governatore di Palermo, organizzò una finta rivolta popolare nella città, capeggiata da Lorenzo Morra, un suo antico servitore, per attirarvi lo Sclafani, l'Alagona e il Ventimiglia. Attirato da un amore giovanile, si era avventurato in città, e si salvò miracolosamente fuggendo con i suoi fratelli attraverso un condotto sotterraneo, ma i suoi uomini furono catturati e uccisi.
Nel 1354, ottenne assieme ai suoi fratelli la restituzione dei beni confiscati al padre, da parte del re Ludovico di Sicilia, il quale in occasione delle concessioni riconobbe che il Conte di Geraci era stato vittima di un complotto organizzato dai Chiaromonte e dai Palizzi. Ma già dal dicembre del 1353, all'atto della nomina a Gran Camerario del Regno, il re lo qualifica con il titolo di conte di Collesano, per cui si può presumere il suo insediamento nei castelli aviti in precedenza all'atto di investitura solenne. Nel 1355 morì il re Ludovico, e il Ventimiglia divenne uno dei quattro consiglieri del giovanissimo re Federico IV di Sicilia, cui reggente fu la principessa Eufemia d'Aragona. Quest'ultima lo appoggiò quando assunse la carica di strategoto di Messina nel 1356, che tenne per soli dieci giorni poiché cacciato dagli abitanti della città.  Dopo la morte di Eufemia avvenuta nel 1359, il Ventimiglia assunse la custodia del re Federico assumendo la carica di vicario unico e balio del regno di Sicilia sino al 4 febbraio del 1360. Federico IV sposò la principessa Costanza d'Aragona, figlia del re Pietro IV di Aragona, nozze alle quali Francesco fu contrario perché timoroso di un'ingerenza aragonese in Sicilia.
In quello stesso periodo, pose fine ai conflitti tra la sua famiglia e i Chiaromonte, essendosi appacificato con Federico Chiaromonte, con il quale si alleò facendo sposare la figlia Giacomina con il figlio del Conte di Modica. Nel 1361, ottenne la nomina a vita a giustiziere e capitaneus (comandante militare) di Palermo e ancora, sempre a vita con facoltà di surroga, la castellania del Palazzo Reale e del Castello a mare della stessa città. La nuova alleanza con i Chiaromonte sancì di fatto il suo passaggio alla fazione latina opposta a quella catalana, e ciò non trovava d'accordo il fratello maggiore Emanuele Ventimiglia, che punì con l'occupazione militare della Contea di Geraci, di cui si impadronì nel 1361, spossessando Emanuele ed il figlio di questi, Francesco. Nel 1367 Francesco II ottenne le baronie contermini di Termini e San Nicola l'Arena, con i il relativo porto commerciale per l'esportazione dei grani e tonnare, segregate dal demanio.
Dopo la morte del re Federico, nel 1377 divenne uno dei quattro vicari del Regno di Sicilia con Artale Alagona, conte di Paternò, Manfredi Chiaromonte, conte di Modica e Guglielmo Peralta, conte di Caltabellotta, con i quali l'isola conobbe un periodo di relativa stabilità politica.  In quello stesso anno, il Conte di Geraci acquistò da Niccolò Abbate la terra di Isnello. L'Alagona, tutore della principessa ereditaria Maria di Sicilia, ne progettava il matrimonio con Gian Galeazzo Visconti, duca di Milano, senza consultare gli altri vicari, e per questo, Guglielmo Raimondo Moncada, conte di Agosta, che a questa soluzione era avverso ed era alleato del Ventimiglia, la rapì nel 1379 al Castello Ursino di Catania, e la portò in Sardegna e poi in Catalogna, dove la principessa sposò Martino il Giovane.
Morto a Cefalù nel 1386, dove spesso dimorava, fu sposato dal 1350 con la nobildonna Elisabetta di Lauria Spadafora, figlia di Niccolò signore di Taormina e nipote del grande ammiraglio Ruggiero di Lauria, dalla quale ebbe otto figli. Dalla corrispondenza del mercante toscano Francesco Datini, si ricava che Francesco risulta deceduto alla data del 17 maggio 1386
Probabilmente a Francesco II - se non al padre Francesco I apprezzato oratore alla corte papale di Giovanni XXII - fu dedicata l'opera perduta dell'umanista Sebastiano Bagolino Elogio di Francesco Ventimiglia, nel quale si sostiene che "sì per la leggiadrezza del dire, come anco per la dottrina dava molto stupore a li intendenti de le cose latine »; poiché il conte-marchese Francesco III, succedette nel 1620, ovvero quando il Bagolino era già defunto da sedici anni.